# Маркова (Подкарпатско войводство)
Марко̀ва (на полски: Markowa) е село в Югоизточна Полша, Подкарпатско войводство, Ланцутски окръг, административен център на селската Марковска община.
Селището е разположено на 10 км югоизточно от окръжния център Ланцут и на 25 км източно от войводската столица Жешов. Към него спадат махалите Черпиш, Флешарувка, Фолварчне, Гурки, Гурна Карчма, Кажимеж, Кшижувка, Нижина, Пшемишъл, Шредня Карчма и Загумне.
Според данни от полската Централна статистическа служба, през 2011 година населението на селото възлиза на 4201 души.
- Графика. Промени в броя на жителите в периода 1988 – 2011 г.[3]